# Life's Blind Alley
Life's Blind Alley è un film muto del 1916 sceneggiato e diretto da Thomas Ricketts. Prodotto dalla American Film Manufacturing Company e distribuito dalla Mutual, aveva come interpreti principali Harold Lockwood e May Allison, una coppia dello schermo molto popolare all'epoca del muto. Altri interpreti erano Nell Franzen, Robert Klein, Perry Banks.

## Trama
Walt Landis, dopo essere diventato socio di Adam Keating nella gestione di un ranch, spera di sposare Helen, la figlia di Keating, di cui si è innamorato. Ma lei gli preferisce Fred Sherwood; questi, però, si rivela ben presto essere uno scioperato e un vero fannullone. Intanto Walt, deluso, cerca di dimenticare Helen e così, dopo aver risposto alla lettera di Rose, una ragazza con la quale si è messo in contatto attraverso una rubrica di cuori solitari, si sposa con lei. Nel frattempo, Keating - stufo della cronica indolenza del genero - cerca di trovare una soluzione e lo manda, a scopo terapeutico, nel ranch gestito da Walt. Lì, Fred conosce Rose, la moglie di Walt, e se ne innamora, intrecciando con lei una relazione. Helen, dal canto suo, stanca di lui, si rivolge a Walt, mettendosi a flirtare con il suo vecchio corteggiatore. Quando Rose e Fred finiscono a causa di un incidente nelle sabbie mobili, nella testa di Walt e di Helen frulla per un momento l'idea di lasciarli al loro destino. Poi, però, li salvano. Helen e il marito tornano nel ranch di Keating, mentre Walt e Rose continuano il loro matrimonio senza amore.

## Produzione
Il film fu prodotto dalla American Film Manufacturing Company.

## Distribuzione
Distribuito dalla Mutual, il film uscì nelle sale statunitensi il 14 febbraio 1916. Non si conoscono copie ancora esistenti della pellicola che viene considerata presumibilmente perduta.